# Aucun
Aucun är en kommun i departementet Hautes-Pyrénées i regionen Occitanien i sydvästra Frankrike. Kommunen ligger i kantonen Aucun som tillhör arrondissementet Argelès-Gazost. År 2022 hade Aucun 254 invånare.

## Befolkningsutveckling
Antalet invånare i kommunen Aucun
| Referens: INSEE |